# ウィラード・デッカー
ウィラード・デッカー（Willard Decker）は、『スタートレック』シリーズの登場人物。愛称は「ウィル」。演じたのはスティーブン・コリンズ。NCC-1701 U.S.S.エンタープライズの四代目艦長である。日本語吹き替えを担当した声優はテレビ版では堀勝之祐、ソフト版では山路和弘。

## 人物
NCC-1701 U.S.S.エンタープライズ号の四代目艦長。階級は大佐→中佐（カーク提督の艦長復帰に伴い副長に格下げされたため降格。吹き替えでは一貫して中佐の階級で呼ばれている。但し原語ではミスターデッカーとしか呼ばれておらず字幕版でも階級の呼称は無い）。エンタープライズ号の歴代船長に数えられてはいるものの、実戦指揮の経験は無かった。
劇中では明かされないが『宇宙大作戦』第35話「宇宙の巨大怪獣」に登場したマット・デッカー准将の息子である。
かつて勤務していたデルタ星で知り合い、恋人だったアイリーア中尉をはじめとして彼を支持する士官もいなくはなかったが、ドクター・マッコイ、チャーリー、カトー、ウフーラ、チェコフといった主だった上級士官はカーク提督の旧知でもあり、そのうえ、カーク自身もデッカーの意見を否定する事が多かったため徐々に疎外感を募らせていったようであると解説にあるが、映像上に特段そういった描写は無く、マッコイはむしろデッカーに対するカークの態度を咎める発言をしている。
なお、本来の彼は「スタートレック:フェイズII」にてスポックの後任として赴任する副長という位置づけであった。また、過去に赴任した惑星で恋仲になった女性と同じ艦に乗り込むことになるという設定は、後の「新スタートレック」にも流用されており、ウィリアム・T・ライカーとディアナ・トロイではプロフィールに共通点が見られる。

## 作中での活躍
2270年から始まったエンタープライズ号の大改装とほぼ同時期にカークの推薦を受けて艦長に就任、以後、同艦の大改装の指揮を執った。改装工事は翌2271年に完了し、デッカーはそのまま艦長としてエンタープライズ号の指揮を執ると思われていたが、謎の高エネルギーを発する未知の物体「ヴィジャー」の地球接近（スタートレック (映画)）により彼を取り巻く状況は一変する。
未知の脅威の迎撃任務という困難な作戦に対して実戦経験に乏しいデッカーでは任務の遂行は力不足と判断したカークは、エンタープライズ号を指揮下に置くノグーラ提督を押し切り、エンタープライズ号の指揮権をデッカーから奪い取る形で艦長の職務に付く。これによりデッカーは副長へと格下げされ、艦長の地位を取り上げた形になるカーク提督との間にわだかまりが出来てしまった。その直後、科学主任を務めるはずだったソナク中佐が転送事故により死亡したため、科学主任も一時兼任することになったが、感情を捨てる修練のため艦隊を離れていたミスター・スポックが復帰してエンタープライズに合流した時「彼ほどの適任者はいない」として科学主任の座は返上している。
改装後のエンタープライズの特性をカークが理解していなかった為、ワームホールに陥り、エンタープライズ号に危機が迫っていた際にカークが出した実行不可能な命令を即座に撤回し艦の危機を救っている。この適切な処置により、当初彼の意見を軽視していたカークも補佐として必要な人物として認識するようになり、デッカーも度々カークに意見を述べて反発するものの、「ヴィジャー」に対するカークの老獪な交渉術を目の当たりにしてからは矛を収めるようになる。
彼の最大の理解者であったアイリーア中尉が「ヴィジャー」に取り込まれてしまい、やがて「ヴィジャー」の正体がかつて地球から打ち上げられたヴォイジャーVI号が高度な機械生命体へと変質したものであったことが判明し、「ヴィジャー」の求めていた「自分は一体何者なのか」という問いの答えが人間性にあると確信したデッカーは、「ヴィジャー」の欠落した人間性を補完するために（アイリーアと永遠に結ばれる為に）、カーク達の制止も聞かず、すすんで自らの身を捧げた。愛するアイリーアの姿をした「ヴィジャー」の探索機を通して「ヴィジャー」と一体化したデッカーは新たな生命体に進化・（物質的に）消滅した。
その行動によって地球が救われ、カークはアイリーアとデッカーを公式記録では「行方不明」とした。劇場版では以上であるが原作では、「アイリーア中尉・保安将校フィリップス・デッカー艦長が死亡…訂正する。行方不明だ。」と述べている。